# Spannungsarmglühen
| Temperatur | Farbe           |
| ---------- | --------------- |
| 550 °C     | Dunkelbraun     |
| 630 °C     | Braunrot        |
| 680 °C     | Dunkelrot       |
| 740 °C     | Dunkelkirschrot |
| 780 °C     | Kirschrot       |
| 810 °C     | Hellkirschrot   |
| 850 °C     | Hellrot         |
| 900 °C     | Gut Hellrot     |
| 950 °C     | Gelbrot         |
| 1000 °C    | Hellgelbrot     |
| 1100 °C    | Gelb            |
| 1200 °C    | Hellgelb        |
| >1300 °C   | Gelbweiß        |

Das Spannungsarmglühen erfolgt mit dem Zweck, im Werkstück innere Spannungen abzubauen. Es wird bei Stahl meist in einem Temperaturbereich von 550 bis 650 °C durchgeführt, wobei der Werkstoff den Spannungen entsprechend plastisch zu fließen beginnt.

## Definition nach EN 10052
Glühen bei einer Temperatur unterhalb des Beginns der Austenitbildung wird im werkstoffabhängigen Zeit-Temperatur-Umwandlungsschaubild (auch: ZTU-Diagramm) mit Ac1 (frz.: Arrêt point chauffage 1) bezeichnet. Die Temperaturen liegen meist unter 650 °C, mit anschließendem, langsamen Abkühlen zum Abbau innerer Spannungen ohne wesentliche Änderung der vorliegenden Eigenschaften.

## Vorgang
Die Werkstücke werden beim Spannungsarmglühen langsam und gleichmäßig auf circa 580 °C erwärmt. Diese Temperatur wird dann in der anschließenden Haltezeit gehalten. Der entscheidende Vorgang ist die langsame und gleichmäßig Abkühlphase, welche noch im Glühofen vonstattengeht. Bei einer zu schnellen Abkühlung können wieder Spannungen und sogar Risse im Material entstehen.

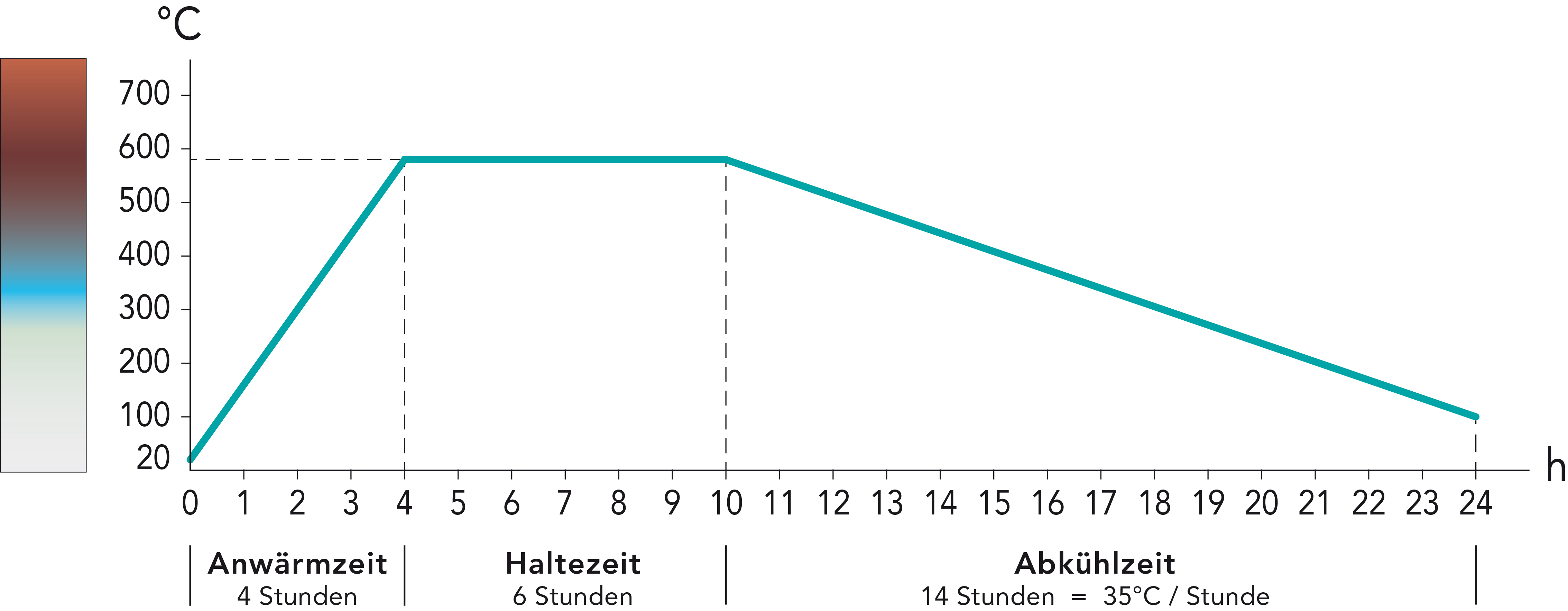
Glühkurve Spannungsarmglühen bei Meusburger Georg GmbH & Co KG

## Vorteile
- Verzugsarme Weiterverarbeitung
- kürzere Bearbeitungszeiten durch ein geringeres Aufmaß
- Nachweislich längere Standzeit der Werkzeuge
- Vermeidung von Härterissen in der nachgelagerten Wärmebehandlung
- Vorteile in der Automatisierung, insbesondere bei der Verwendung von Spannsystemen[3]